# Hombourg
Hombourg település Franciaországban, Haut-Rhin megyében. Lakosainak száma 1364 fő (2022. január 1.). Hombourg Baldersheim, Rixheim, Ottmarsheim, Petit-Landau, Habsheim, Zimmersheim, Eschentzwiller, Dietwiller és Niffer községekkel határos.

## Népesség
A település népességének változása:
| Lakosok száma | 1216 | 1304 | 1362 | 1334 | 1340 | 1346 | 1348 | 1351 | 1364 |
|               | 2013 | 2015 | 2016 | 2017 | 2018 | 2019 | 2020 | 2021 | 2022 |